# Évigny
 Évigny  es una población y comuna francesa, en la región de Champaña-Ardenas, departamento de Ardenas, en el distrito de Charleville-Mézières y cantón de Mézières-Centre-Ouest.
Está integrada en la Communauté de communes des Crêtes Préardennaises.

## Demografía
| 130 | 140 | 141 | 208 | 198 | 194 |
| Para los censos de 1962 a 1999 la población legal corresponde a la población sin duplicidades (Fuente: INSEE [Consultar]) |     |     |     |     |     |